# 제4함대 사건
제 4함대 사건(일본어: 第四艦隊事件)은 1935년 태풍으로 인해 일본 제국 해군의 군함이 피해를 입은 대규모 해양 사고다.
이 사건으로 인해 함체의 강도나 설계에 문제가 있는 것이 밝혀져 1934년에 발생한 도모즈루 사건과 함께 이후 제국 해군 함정 설계에 커다란 영향을 미치게 된다.

## 사건 경과

### 사고 전
일본 제국 해군은 전년 1934년에 일어난 수뢰정 도모즈루의 전복 사건 이후 보유한 함정의 복원성 개선 공사를 완료하였다. 또한 런던 해군 군축 조약의 파기와 국제 정세 악화에 따라 해군 전력 확충에 힘쓰게 되었다.
1935년 해군 대연습을 위해 임시 편성된 제 4함대 (제 2기 편성, 사령장관 마쓰시타 하지메 중장)는 이와테현 동쪽 200해리 떨어진 해상에서 함대 대응 연습을 하기 위해 9월 24일부터 25일에 거쳐 보급 부대, 수뢰전대, 주력 부대, 잠수전대가 하코다테 항을 출항하였다.

### 사고
이미 태풍 접근은 보고되어 있었으나 9월 26일 아침 기상 정보에 따라 오후에는 함대와 태풍이 조우할 것을 알게 되었다. 태풍을 회피해야 한다는 주장도 나왔으나 이미 해양 상황은 악화되었고 다수의 군함이 회피하면 접촉, 충돌이 우려되었다. 또한 태풍의 극복도 훈련 상 의미가 있다고 판단하여 예정대로 항행을 계속하였다. 주력 부대는 태풍의 중심부로 돌입하여 최저 기압 960mbar와 최대 풍속 34.5m/s를 관측하였고 우측 회전 반원으로 들어간 수뢰전대는 36m/s를 기록하며 파고 20m에 달하는 큰 파도가 발생하였다. 이로 인해 전복 및 침몰한 군함은 없었으나 참가한 함정 (41척)의 약 반 (19척)이 손상을 입게 되었다.
특히 당시 최신예 군함이었던 후부키급 구축함 2척은 함교 밑이 절단되며 함수 부분이 떨어져 나가는 심각한 피해를 입었다. 이 때 하쓰유키의 함수를 발견한 나치는 예인을 시도하려 했으나 파도가 너무 높아 포기하였고, 이 함수에 암호 해독표 등 기밀 서류를 보관하던 전신실이 있어서 이 서류들이 표류하여 타국에 넘겨질 가능성이 있었기 때문에 함수부에 함포 사격을 하여 침몰시켰다. 함수부에는 24명의 승무원이 있었다고 추측되며 상황 상 전원 사망했다는 가능성이 높아 생사 확인조차 하지 않은 채 포격을 한 것이다.

## 일람

### 함대 편성

#### 제 1기 편성 (7월 20일 ~ 9월 20일)
- 독립 기함 : 아시가라
- 제 5전대 : 묘코, 나치, 하구로
- 제 9전대 : 덴류, 기타카미, 오이, 기소
- 제 3수뢰전대 : 기누

- 제 4구축대 : 아키카제, 호카제, 하카제
- 제 23구축대 : 기쿠즈키, 미카즈키, 모치즈키, 유즈키
- 제 30구축대 : 무쓰키, 기사라기, 야요이, 우즈키

- 제 4수뢰전대 : 나카

- 제 7구축대 : 아케보노, 오보로, 우시오
- 제 8구축대 : 유기리, 아마기리
- 제 11구축대 : 시라유키, 하쓰유키
- 제 12구축대 : 무라쿠모, 우스구모, 시라쿠모

- 제 3잠수전대 : 진게이

- 제 19잠수대 : 이56, 이57, 이58
- 제 27잠수대 : 로65, 로66, 로67
- 제 30잠수대 : 이65, 이66, 이67

- 부속 : 가모이, 노토로, 나루토, 마미야, 제 1항공대

- 제 26구축대 : 구리, 니레, 쓰가, 가키

#### 제 2기 편성 (9월 21일 ~ 10월 7일: 대연습 종료에 따라 해산)
- 제 2전대 : 아시가라, 센다이, 다이게이
- 제 5전대 : (제 1기 편성과 같음)
- 제 7전대 : 모가미, 미쿠마
- 제 9전대 : (제 1기 편성과 같음)
- 제 3수뢰전대 : (제 1기 편성과 같음)
- 제 4수뢰전대 : (제 1기 편성과 같음)
- 제 3잠수전대 : (제 1기 편성과 같음)
- 제 1항공전대 : (제 1함대에서 대여) 호쇼, 류조

- 제 5구축대 : 아사카제, 하루카제, 마쓰카제, 하타카제

- 부속 : 가모이, 쓰루미, 이쓰쿠시마

### 손해
- 구축함 하쓰유키, 유기리는 함교 밑 쪽 함체가 절단됨.
- 구축함 무쓰키, 기쿠즈키, 미카즈키, 아사카제는 함교가 대파
- 항공모함 호쇼 : 전방 비행 갑판 손상
- 항공모함 류조 : 함교 손상
- 중순양함 묘코 : 선체 중앙부 리벳이 느슨해짐.
- 경순양함 모가미 : 함수부 외판이 구겨지고 균열이 발생
- 잠수모함 다이게이 : 선체 중앙 흘수선 부분 및 함교 전방 위쪽 외판에 큰 일그러짐 발생 (다이게이는 선체 제조에 전기 용접을 전면적으로 도입한 최초의 군함)
- 이 외 구축함 대다수 손상
- 하쓰유키의 절단된 함수 등에 순난자 54명

## 원인
연습 종료 후, 사문회 (위원장 노무라 기요사부로 대장)가 열려 원인을 검토하게 되었고 최신예 군함의 손상이 컸기 때문에 그들에 많이 사용되었던 용접부 강도 부족이 주된 원인으로 지목되었다. 그러나 현재는 이와 다르게 '태평양 태풍의 파도에 대응할 지식이 부족했기 때문에 선체 설계 강도가 문제됐다'라고 추측하고 있다. 또한 워싱턴 해군 군축 조약 및 런던 해군 군축 조약으로 인한 해군 측 요구로 선체를 가능한 한 경량화 하기 위해 강도가 부족했던 점도 원인으로 들고 있다.
1. 당시 세계적으로 조선 시 상정하고 있던'악천후 시 파도'는, 파고/파장의 비율이 1/20의 파도였으나 제 4함대가 조우한 파도는 각 함선의 관측에 의하면(수치의 신뢰성에는 의문이 있지만) 1/10에 달해 당시 선체 설계 강도로는 당연히 버틸 수 없었다.
2. 군축 조약으로 인해 보유 함정수에 제한을 받게 되면서, 규정 내 배수량을 확보하면서도 각 함마다 전투력을 향상시키기 위해 가능한 한 최대의 무장을 장비하게 되었다. 이 결과 선체 강도가 한계 수치까지 아슬아슬하게 조정되어 있었다.
3. 이 사건 전 같은 해 7월에 선체 이상 보고 (마키노 조선 소좌에 의하면 특형 구축함의 선체 강도에 대한 보고)가 있었음에도 불구하고 훈련을 강행하였다
이러한 원인이 중첩되면서 (당시 용접 기술의 부족도 원인 중 하나) 이런 참극이 일어나게 되었다.

## 결과
전년도에 일어난 도모즈루 사건과 함께 군축 조약 하에서 건조된 전 함정의 상태 확인이 이루어져 거의 모든 함정이 정비를 받게 되었고 주로 선체 강도 확보를 위한 보강 공사 및 경량화를 위한 무장 일부 철거 (복원성 개량은 도모즈루 사건의 영향이 컸다)를 하였다. 그러나 실제로는 이 문제를 해결하기 위해선 선체 강도 향상이 필요했고, 구체적으로 함선의 구조, 강재 개발, 각 주파수의 진동이나 온도 변화에 의한 선체 각 부분의 피로도, 그리고 선체의 조사 방법 (초음파)까지 연구가 진행되었어야 했으나 당시에는 하지 못했다.
이 사건 이후의 함정은 기술적으로 우려가 있던 용접 기술을 포기하고 리벳 중심으로 하는 건조로 되돌아 갔으며, 경량화도 신경쓰면서 해외의 해군 선진국보다 조선 기술이 뒤떨어지게 되었다. 그러나 전기 용접 기술 향상에 대한 연구는 계속 이어져서 강도가 불필요한 부분에 사용되었고, 이후 전시 표준선이나 마쓰급 구축함, 해방함의 건조 시 블록 공법과 함께 전면적으로 채용되었다. 이 기술은 건조 기간 단축에 기여하였고 전후 조선 강국이 되는 바탕이 되었다.

## 참고 문헌
- 赤軍第4艦隊機密第11号 10・10・6 荒天遭難報告の件（第四艦隊司令長官、海軍省公文備考 昭和10年 T 事件 巻1）　アジア歴史資料センター　レファレンスコード：C05034650500、C05034650600、C05034650700
- 大鯨機密第63号の24 10・10・4 荒天遭難に関する件報告（大鯨艦長、海軍省公文備考 昭和10年 T 事件 巻1）　アジア歴史資料センター　レファレンスコード：C05034650300
- 赤軍4水戦機密第6号 10・9・29 夕霧、初雪遭難事件報告（第四水雷戦隊司令官、海軍省公文備考 昭和10年 T 事件 巻1）　アジア歴史資料センター　レファレンスコード：C05034650000、C05034650100、C05034650200
- 11駆機密第101号の13 10・10・10 駆逐艦初雪遭難詳報（第十一駆逐隊司令、海軍省公文備考 昭和10年 T 事件 巻1）　アジア歴史資料センター　レファレンスコード：C05034651200、C05034651300、C05034651400、C05034651500、C05034651600
- 横鎮機密第1396号の2 10・10・8 夕霧救援に従事せる漁船盛厚丸に関する報告の件（横須賀鎮守府参謀長、海軍省公文備考 昭和10年 T 事件 巻1）　アジア歴史資料センター　レファレンスコード：C05034651100
- JACAR(アジア歴史資料センター)Ref. C05034655200「足柄砲塔事件関係電」（1）他 （標題は1935年9月14日に発生した足柄二番砲塔爆発事件だが、内容は全て第四艦隊事件とその概要）
- 紀 脩一郎「第四艦隊事件の艦艇被害とその対策」 海人社『世界の艦船』1979年4月号 No.267　p96～p103

未発表軍艦写真集・第四艦隊事件フォトファイル 『丸エキストラ9月別冊 戦史と旅6　戦史特集・海軍爆撃機隊』（潮書房、1997年） p18～p27

## 같이 보기
- 미호노세키 사건
- 도모즈루 사건
- 태풍 코브라